# LÉ Orla (P41)
LÉ Orla (P41) je hlídková loď třídy Peacock irského námořnictva. Postavena byla jako HMS Swift (P243), hlídková loď pro službu v Hongkongu. Irsko loď zakoupilo roku 1988.

## Stavba
Plavidlo postavila skotská loděnice Hall, Russell & Company v Aberdeenu.

## Konstrukce
Výzbroj tvoří jeden 76mm kanón OTO Melara (systém řízení palby Radamec), dva 20mm kanóny Rheinmetall Rh 202 a dva 12,7mm kulomety. Osobní zbraně posádky tvoří pistole ráže 9 mm a kulomety ráže 7,62 mm. Pohonný systém tvoří dva diesely Crossley SEMT-Pielstick. Lodní šrouby jsou dva. Nejvyšší rychlost dosahuje 28 uzlů. Dosah je 2500 námořních mil při rychlosti 17 uzlů.